# Tramwaje w Tulonie
Tramwaje w Tulonie − zlikwidowany system komunikacji tramwajowej we francuskim mieście Tulon, działający w latach 1886−1954.

## Historia
Pierwsze tramwaje w Tulonie uruchomiono w lipcu 1886 na trasie Brunet − Bon-Rencontre, były to tramwaje konne, które kursowały po torach o rozstawie szyn wynoszącym 1435 mm. Później wybudowano także linię do Mourillon. W lipcu 1897 uruchomiono tramwaje elektryczne na trasie Bon-Rencontre. Następnie linię tą wydłużono do Ollioules. Do obsługi sieci zakupiono 30 tramwajów Schuckert. Wagony były wyposażone w dwa silniki o mocy 40 KM, każdy. W grudniu 1903 otwarto trasę do Cap Brunet. Kolejną trasę otwarto w 1904. W kolejnych latach otwarto trzy linie podmiejskie:
- w 1907 Lagourban − Seyne i do Sablettes
- w 1908 Toulon − Garde i do Quatre Chemins
- w 1912 do La Valette − Quatre Chemins − Hyères

Do obsługi rozbudowanej sieci zakupiono 10 tramwajów silnikowych Thomson. W latach 1907−1909 zakupiono 16 wagonów silnikowych Brill. W 1912 do obsługi sieci posiadano 66 wagonów silnikowych i 100 doczepnych. Przed 1914 sieć tramwajowa liczyła 54 km tras. W 1917 nowa spółka compagnie, l'Ouest Varois otworzyła dwie nowe trasy tramwajowe:
- Ollioules − Seyne
- Ollioules − Beausset

Po zakończeniu I wojny światowej, stan sieci wymagał gruntownej naprawy lecz sytuacja finansowa nie pozwalała na przeprowadzenie żadnych większych napraw. W 1925 otwarto trasę do Dardennes. W 1936 zlikwidowano dwie linie podmiejskie. W 1940 sieć tramwajowa składała się z 9 linii tramwajowych. W czasie II wojny światowej tramwaje przewiozły większą liczbę pasażerów, niż przed wojną. Także w czasie wojny została zniszczona całkowicie linia do Mourillon. Po zakończeniu wojny sieć tramwajowa była w bardzo złym stanie technicznym wobec tego postanowiono zastąpić tramwaje komunikacją autobusową i trolejbusową. W 1950 trolejbusy uruchomiono na trasie La Valette − l'Escaillon, likwidując tramwaje na tej trasie. Ostatnie tramwaje zlikwidowano 15 kwietnia 1954. 

## Projektowana sieć
Pierwsze plany odbudowy tramwajów w Tulonie sięgają lat 70. XX w. W 2000 zamówiono tabor do planowanej linii, jednak wycofano się z tego zamówienia. Ponownie do planu budowy sieci tramwajowej w Tulonie powrócono w 2008, jednak i tego planu nie zrealizowano. Trasa planowanej linii:
- 1: La Seyne - La Garde